# Killing Floor 2
Killing Floor 2 — компьютерная игра, кооперативный шутер от первого лица в жанре survival horror, разработанный компанией Tripwire Interactive. Является продолжением игры Killing Floor. Анонс игры состоялся 8 мая 2014 года. Игра была выпущена на движке Unreal Engine 3. Выход игры состоялся 21 апреля 2015 года в Steam в программе Early Access. Игра будет поддерживать Steam Workshop. На конференции PlayStation Experience 2014 стало известно, что Killing Floor 2 выйдет на PlayStation 4.

## Игровой процесс

### Survival
Шестеро человек (максимальное число игроков) оказываются заброшены на карту, чтобы уничтожить мутантов и босса. Они должны выдержать некоторое количество волн (4, 7 или 10), после которых появляется один из боссов. Игроки отбиваются от волн мутантов-клонов. Каждая следующая волна включает в себя увеличенное количество обычных и появление особых противников. После окончания волны игроки бегут к Торговцу (англ. Trader) в магазин, в котором осуществляется покупка и улучшение различного вооружения и экипировки. Убивая врагов, игроки получают деньги, а также накапливают опыт, переходя на следующие уровни перков. Чем больше игроков в команде, тем больше противников нападает на них и тем сильнее противники. Условием проигрыша считается смерть всех игроков до окончания волны, при этом если какие-то игроки присоединились в течение волны, они не появятся до её окончания. После возрождения игроки сохраняют свои деньги, но появляются со стартовым снаряжением. Если сервер игры не удалил предмет, возродившийся игрок может попытаться подобрать оружие, которое было у него в руках в момент смерти. Матч заканчивается победой тогда, когда игроки уничтожают босса игры, который идёт после всех волн. Однопользовательский режим отличается от многопользовательского лишь тем, что в ней игрок один отбивается от волн врагов.

### Endless
Режим игры без конца. От режима Survival отличается, помимо отсутствия финала, тем, что босс приходит каждую пятую волну, растущим уровнем сложности, а также наличием специальных волн. Рост сложности заметно проявляется в том, что у врагов на более поздних волнах могут появиться способности, соответствующие более высокому уровню сложности, чем был выбран при старте игры. Специальные волны представляют из себя обычные волны, но с немного изменёнными правилами, они не могут появиться в первую волну и в любую волну с боссом. В числе специальных волн есть такие, как beefcake (качки, количество здоровья у тел врагов увеличено), bobble-head (количество здоровья у голов врагов увеличено, также головы становятся в несколько раз больше), up, up and decay (при смерти враг взлетает в воздух и взрывается), outbreak (на врагов применяются правила еженедельного режима, например, взрыв после смерти), specimen (волна состоит исключительно из врагов одного типа, кроме отбивальщиков - их просто становится намного больше). В бесконечном режиме торговца озвучивают боссы Патриарх или Ганс Вольтер в зависимости от выбранной карты, в процессе прохождения волн их настроение ухудшается, а на волне 100 они уходят, заявив что у них есть дела. Несмотря на название режима, технически матч закончится после 254 волны, если игроки смогут дойти до этого момента.

### Versus Survival
Режим Versus Survival схож с режимом Survival, за одним отличием: в нём участвуют две команды (до 6 игроков в каждой). Одна команда играет за выживших людей, как и в Survival, вторая контролирует некоторых мутантов. Число волн всегда 4. После одного раунда команды меняются местами. Выигрывает та команда, что набрала больше очков (очки даются за выживание в течении волн и победу над боссом, вычитаются за смерти людей и урон от босса). Стоит отметить, что контролируемые игроками мутанты сильнее и способнее их эквивалентов, контролируемых компьютером.

## Разработка и дополнения
Игра стала доступна для покупки в Steam 21 апреля 2015 года по программе Early Access. В игре на тот момент были доступны 3 карты (Biotics Lab, Burning Paris, Outpost), 4 перка (Медик, Боец поддержки, Коммандос, Берсеркер) и 12 достижений.
26 мая 2015 в игру была добавлена новая карта Volter Manor и 8 новых достижений.
25 августа 2015 в игру были добавлены 2 новые карты (Catacombs и Evacuation Point), 2 новых перка (Поджигатель и Подрывник), новые виды оружия, новые персонажи, 10 новых достижений и ряд других улучшений и исправлений.
3 декабря 2015 в игру были добавлены 2 новые карты (Black Forest и Farmhouse), новый босс Патриарх, новый перк Стрелок, новые виды оружия, новый персонаж, 74 новых достижения и ряд других улучшений и исправлений.
7 апреля 2016 в игру добавили новую карту Prison, новый игровой режим Versus Survival, новые виды оружия, 5 новых достижений и ряд других улучшений и исправлений.
9 июня 2016 в игру были добавлены 2 новые карты (Containment Station и Hostile Ground), новый перк Снайпер, новые виды оружия, новый персонаж, 41 новое достижение и ряд других улучшений и исправлений.
11 августа 2016 в игру добавили новую карту (Infernal Realm), новый перк Спецназовец, новые виды оружия, 14 новых достижений и ряд других улучшений и исправлений.
11 ноября 2016 в игру добавили новый перк Выживальщик, 9 новых достижений и ряд других улучшений и исправлений.
15 декабря 2016 в игру добавили новую карту (Zed Landing), нового мутанта (Gorefiend), 5 новых достижений и ряд других улучшений и исправлений.
21 марта 2017 в игру добавили 2 новые карты (The Descent и Nuked), модификацию Holdout для режима Survival, новые виды оружия, 10 новых достижений и ряд других улучшений и исправлений.
13 июня 2017 в игре началось событие Summer Sideshow, во время которого внешний облик всех мутантов был изменён в стилистике цирковых уродцев. Также в игру добавили новую карту (The Tragic Kingdom), 2 новых вида оружия, 5 новых достижений, систему еженедельных заданий и ряд других улучшений и исправлений.
17 октября 2017 в игру добавили новую карту (Nightmare), нового мутанта (Quarter Pounder), нового босса (King Fleshpound), 2 новых вида оружия, 5 новых достижений, систему ежедневных заданий и ряд других улучшений и исправлений.
5 декабря 2017 в игре началось рождественское событие, во время которого внешний облик всех мутантов был изменён в стилистике рождественских праздников. Также в игру добавили новую карту (Krampus’ Lair), нового босса (Abomination), 2 новых вида оружия, 5 новых достижений и ряд других улучшений и исправлений.
27 марта 2018 в игру добавили новый режим Endless Mode, а также эксклюзивную карту для него (DieSector), также в игру была добавлена новая карта (Powercore), новый мутант (Rioter), новый персонаж, 4 новых вида оружия, 10 новых достижений и ряд других улучшений и исправлений.
12 июня 2018 в игре началось событие Summer Sideshow 2018: Treacherous Skies, во время которого внешний облик всех мутантов был изменён в стилистике цирковых уродцев. Также в игру добавили 2 новых карты (Airship и Lockdown), 3 новых врага-робота (E.D.A.R. Trapper, E.D.A.R. Blaster и E.D.A.R. Bomber), 4 новых вида оружия, 10 новых достижений, систему престижей, возможность улучшать оружие во время игры и ряд других улучшений и исправлений.
2 октября 2018 в игре началось событие Halloween Horrors 2018, во время которого внешний облик всех мутантов был изменён в стилистике праздника Хэллоуин. Также в игру добавили новую карту (Monster Ball), 4 новых вида оружия, 6 новых достижений и ряд других улучшений и исправлений.
4 декабря 2018 в игре началось событие Twisted Christmas 2018, во время которого внешний облик всех мутантов был изменён в стилистике рождественских праздников. Также в игру добавили 2 новых карты (Santa's Workshop и Shopping Spree), 4 новых вида оружия, 10 новых достижений и ряд других улучшений и исправлений.
26 марта 2019 в игру добавили новую карту (Spillway), 2 новых вида оружия и 5 новых достижений.
18 июня 2019 в игре началось событие Back & Kickin' Brass, во время которого внешний облик всех мутантов был изменён в стилистике цирковых уродцев. Также в игру добавили новую карту (Steam Fortress), 2 новых вида оружия, новые достижения, а также новый режим — Objective Mode, в котором игрокам для прохождения волны придется выполнить определенную задачу. 
1 октября 2019 в игре началось событие Grim Treatments, во время которого внешний облик всех мутантов был изменён в стилистике праздника Хэллоуин. Также в игру добавили новую карту (Ashwood Asylum), 5 новых видов оружия, а также новые достижения.
10 декабря 2019 в игре началось событие Yuletide Horror, во время которого внешний облик всех мутантов был изменён в стилистике рождественских праздников. Также в игру добавили новую карту (Sanitarium), нового босса (Matriarch), 4 новых вида оружия, новые достижения, а также ряд других улучшений и исправлений.
В течение 2020 года в игру было добавлено 4 новых карты (Biolapse, Desolation, Hellmark Station и Elysium), 12 новых видов оружия, новые достижения, а также ряд других улучшений и исправлений.
В течение 2021 года в игру было добавлено 4 новых карты (Dystopia 2029, Moonbase, Netherhold и Carillon Hamlet), новый режим игры - Weekly Outbreak, который представляет из себя режим Survival с добавлением различных модификаций геймплея, причем вид модификаций изменяется каждую неделю, 12 новых видов оружия, новые достижения, а также ряд других улучшений и исправлений.
В течение 2022 года в игру было добавлено 3 новых карты (Rig, Barmwich Town и Crash), 12 новых видов оружия, новые достижения, а также ряд других улучшений и исправлений.
В течение 2023 года в игру было добавлено 2 новых карты (Subduction и Castle Volter), 4 новых вида оружия, новые достижения, а также ряд других улучшений и исправлений.

## Отзывы
| Сводный рейтинг       | Сводный рейтинг |
| Агрегатор             | Оценка          |
| --------------------- | --------------- |
| GameRankings          | 76,64 %         |
| Metacritic            | 75/100          |
| Иноязычные издания    |                 |
| Издание               | Оценка          |
| GameSpot              | 8/10            |
| IGN                   | 8,0/10          |
| PC Gamer (US)         | 81/100          |
| Русскоязычные издания |                 |
| Издание               | Оценка          |
| Riot Pixels           | 70 %            |
| «Игромания»           | 6,5/10          |
| «Игры Mail.ru»        | 8,0/10          |
| «НИМ»                 | 7,1/10          |

Игра получила преимущественно положительные отзывы критиков. Средний балл на сайте-агрегаторе Metacritic составляет 75 из 100 на основе 43 обзоров на платформе PlayStation 4, 75 из 100 на основе 20 обзоров на платформе РС, 79 из 100 на основе 9 обзоров на платформе Xbox One.
Рецензент Игромании отметил, что Killing Floor 2 хоть и «ощущается как модификация для игры покруче и помасштабнее», но «если вас не смущает перспектива несколько часов уничтожать мутантов, то новая игра оставит положительные впечатления».
Летом 2018 года, благодаря уязвимости в защите Steam Web API, стало известно, что точное количество пользователей сервиса Steam, которые играли в игру хотя бы один раз, составляет 3 980 635 человек.